# National Women’s Christian Temperance Union of Australia
Die National Women’s Christian Temperance Union of Australia ist eine Frauenorganisation in Australien, die bei ihrer Gründung im Mai 1891 unter dem Namen Women’s Christian Temperance Union of Australasia die erste nationale Frauenorganisation des Landes war.

## Geschichte
Am 25. Mai 1891 wurde in Melbourne die nationale Organisation der Women’s Christian Temperance Union of Australasia mit dem Ziel gegründet, die in den einzelnen Kolonien Australiens bereits bestehenden fünf Organisation der WCTU unter einer Dachorganisation für ganz Australien zu vereinigen.
Die erste Woman's Christian Temperance Union (WCTU) auf dem australischen Kontinent wurde bereits am 22. August 1882 nach amerikanischem Vorbild unter der Beteiligung von Eli Johnson, einer US-amerikanischen Vortragsrednerin für Abstinenz in Sydney gegründet. Als Mary Greenleaf Clement Leavitt 1884 nach Australien kam, bereiste sie die Kolonien von Queensland, New South Wales, South Australia und Tasmanien und gründete nach ihren Vorträgen zusammen mit den Frauen vor Ort Zweigorganisationen  der WCTU. In den Jahren danach entstanden nach und nach zentrale Organisation der WCTU in den Kolonien.
Nach der Gründung der Organisation im Mai 1891 wurde die US-amerikanische Frauenrechtlerin Jessie Ackermann zur ersten Präsidentin der Women’s Christian Temperance Union of Australasia gewählt. Die Frauen der WCTU setzten sich in vielen Aktionen aktiv für das Frauenwahlrecht ein und ihre Petitionen führten schließlich mit der Verabschiedung des Commonwealth Franchise Act, 1902 zum Erfolg. Doch mit dem Wahlrecht wurde gleichzeitig das Wahlrecht für Aborigines ausgeschlossen.
Wann die Women’s Christian Temperance Union of Australasia in National Women’s Christian Temperance Union of Australia geändert wurde, ist nicht bekannt. 2009 wurde aber der Name der Organisation von National Women’s Christian Temperance Union of Australia nach WCTU Australia geändert. Im Jahr 2003 betrug die Gesamtzahl der nationalen Mitglieder rund 4000, verteilt auf alle Bundesstaaten des Landes.

## Ziele heute
WCTU engagiert sich in einem breiten Spektrum von Aktivitäten, die darauf abzielen, Gemeinden in Australien und in Entwicklungsländern zu unterstützen und ist in den folgenden Bereichen tätig:
- Drogenerziehung in Schulen und Gemeinden
- Ermutigung von Kindern, sich für einen drogenfreien Lebensstil zu entscheiden
- Unterstützung von Fair-Trade-Produkten in Entwicklungsländern
- Unterstützung von Wasserprojekten in Entwicklungsländern
- Unterstützung von Asylbewerbern und weiblichen Flüchtlingen
- Unterstützung von Initiativen zur Unterstützung von Frauen beim Ausstieg aus Prostitution und Drogen
- Bereitstellung von „Care-Paketen“ für Opfer von Straftaten[4]

Sie beteiligen sich an Petitionen und Kampagnen, um:
- Fötale Alkohol-Spektrum-Störungen zu bekämpfen
- Gewalt in der Familie zu beseitigen
- die Problematik der Frühsexualisierung von Kindern zu thematisieren
- Einschränkung der Fernsehwerbung für Glücksspiel und Alkoholkonsum zu erwirken
- Besteuerung von Alkohol nach dem prozentualen Anteil in den Erzeugnissen zu erwirken
- Unterstützung christlicher Familienwerte in unseren Gemeinden zu geben[4]

## Präsidentinnen
- 1891–1894 – Jessie Ackermann
- 1894–1903 – E. W. Nicholls
- 1903–1906 – Jessie Spink Rooke
- 1906–1912 – Sara Susan Nolan
- 1912–1921 – Lady Holder
- 1921–1927 – John McLeod
- 1927–1930 – E. C. Strang
- 1930–1936 – J. Tait
- 1936–1945 – Griffiths Lloyd
- 1945–1951 – H. C. Tipper
- 1951–1957 – N. I. Chesterfield
- 1957–1963 – H. V. Gray
- 1963–1966 – Isabel McCorkindale
- 1966–1972 – L. T. Williams
- 1972–1978 – W. B. Wharton
- 1978–1984 – G. E. Renolds
- 1984–1991 – J. Cocks
- 1991–1995 – O. Edwards
- 1995–2000 – D. Giddings
- 2000–2006 – M. Martin
- 2006–2013 – E. Chandler
- 2013–2018 – Anne Bergen
- seit 2018 – Joy Butler[2]